# Innogen Gengatharan
 (février 2025).
Innogen Gengatharan, connu professionnellement sous le nom de Inno Genga, est un chanteur de playback britannique ayant travaillé dans des films en langue tamoule. Après s'être fait remarquer grâce à ses reprises de chansons sur YouTube, Inno Genga a chanté dans des albums composés par des musiciens tels que Anirudh Ravichander, D. Imman et Leon James,,.

## Carrière
Innogen Gengatharan est né de parents Tamouls sri-lankais, Rajagopal et Chandrika Gengatharan, le 8 novembre 1993. Il a été éduqué à Tiffin School, un lycée à sélection académique situé à Kingston upon Thames dans le sud-ouest de Londres, puis a poursuivi des études en mathématiques appliquées à la finance à l'Université de Southampton. Pendant ses études universitaires, il a gagné en notoriété en participant à des spectacles organisés par la diaspora tamoule de Londres et a notamment remporté l'événement "Raise Your Voice" organisé par TSI & LSE Tamil Society en 2014. Il a également régulièrement publié des reprises de chansons RnB et tamoules sur YouTube sous le pseudonyme d'Inno Genga, attirant l'attention des compositeurs tamouls,.
Inno Genga a fait ses débuts en tant que chanteur de playback dans l'industrie cinématographique tamoule avec la chanson "Kannamma", un duo avec Chinmayi, dans l'album de Ko 2 composé par Leon James,. Après son travail sur ce film, il a été invité par Anirudh Ravichander à participer à ses tournées mondiales en tant qu'artiste d'ouverture.

## Discographie
Chanteur
| Année | Titre de la chanson | Langue  | Film  | Compositeur         | Co-chanteur |
| ----- | ------------------- | ------- | ----- | ------------------- | ----------- |
| 2015  | "Kannamma"          | Tamoul  | Ko 2  | Leon James          | Chinmayi    |
| 2016  | "Come Closer"       | Anglais | Remo  | Anirudh Ravichander | Solo        |
| 2018  | "Ullaalla"          | Tamoul  | Petta | Anirudh Ravichander | Nakash Aziz |